# Бет О’Лиъри
Бет О’Лиъри (на английски: Beth O'Leary) е английска писателка на произведения в жанра любовен роман.

## Биография и творчество
Бет О’Лиъри е родена през 1992 г. в Лондон, Англия. Най-малката от 6 деца в семейството. От малка е заралена читателка и мечтае да бъде писателка. Завършва колежа ингернат „Питър Симондс“ в Уинчестър и английска филология в Оксфордския университет.
След дипломирането си работи в издателство за детска литература в Лондон. Ежедневно пътува с влак от дома до работата си, в който слушайки музика започва да пише поредица от ръкописи в продължение на 8 години.
Първият ѝ роман „Споделеният апартамент“ е издаден през 2019 г. Главните герои имат належащи проблеми – редакторът Тифи се нуждае от евтина квартира, за да остане бързо в Лондон, а медицинската сестра Леон има едностаен апартамент, но работи през нощта и се нуждае спешно от пари и съквартирант. Една реклама ги свързва заедно и те споделят жилището. Те не се виждат, спят в едно двойно легло, и си комуникират с бележки разлепени навсякъде. Но един ден случайно се срещат. Романът става бестселър в списъка на „Съндей Таймс“ и я прави известна. Преведен е на повече от 30 езика по света. След успеха напуска работата си и се посвещава на писателската си кариера.
Бет О’Лиъри живее със семейството си в Уинчестър, Хампшър.

## Произведения

### Самостоятелни романи
- The Flatshare (2019)
Споделеният апартамент, изд.: ИК „Ибис“, София (2019), прев. Вихра Манова
- The Switch (2020)
- The Road Trip (2021)